# VBK GT6-D
Die Straßenbahntriebwagen GT6-D der Verkehrsbetriebe Karlsruhe (VBK) sind eine Serie von 57 Gelenkwagen, die in den Jahren 1961 bis 1978 von der DWM und der Waggon Union an die VBK zum Einsatz im Karlsruher Straßenbahnnetz geliefert wurden. Bis 1972 lösten die Gelenktriebwagen die zweiachsigen Fahrzeuge der Karlsruher Straßenbahn vollständig ab und bildeten bis zur Lieferung der Niederflurwagen in den 1990er Jahren das Rückgrat im Betrieb. Die Ausmusterung der Gelenktriebwagen erfolgte zwischen 1986 und 2000. Einige Fahrzeuge wurden an die Straßenbahn Timișoara in Rumänien abgegeben.

## Technik

### Aufbau
Bei den Fahrzeugen handelte es sich um zweiteilige Einrichtungs-Gelenktriebwagen. Sie besaßen konventionelle Drehgestelle an Bug und Heck, während sich die Wagenteile in der Mitte auf Jakobsdrehgestellen abstützten und durch Gelenkportale miteinander verbunden waren, so dass die Fahrzeuge durchgehend begehbar waren. Die Wagenkästen waren geschweißte Stahlkonstruktionen und orientierten sich in ihrer Form an der Gestaltung der Duewag-Gelenktriebwagen. Im Gegensatz zu den Fahrzeugen GT6-EP der ersten Lieferserie mit einer Wagenkastenbreite von 2,40 Meter, wurden die Fahrzeuge ab der zweiten Lieferserie mit einer Breite von 2,37 Meter ausgeliefert. Die Wagen verfügten über vier Doppelfalttüren der Düwag-Bauart. Trotz ihrer großen Ähnlichkeit zum Duewag-Einheitswagen handelte es sich nicht um Lizenzbauten.
Die Fahrzeuge wurden von je zwei Gleichstrommotoren angetrieben, die im ersten und letzten Drehgestell eingebaut waren. Im Gegensatz zum Düwag-Tandemantrieb wurde ein Differential eingebaut, um Unterschiede der Raddurchmesser ausgleichen zu können. Die Antriebsleistung betrug zwei Mal 120 kW. Während die Fahrzeuge GT6-EP der ersten Lieferserie mit elektropneumatischer Schützensteuerung ausgerüstet wurden, wurden in den weiteren Lieferserien hebelbetätigte Nockenfahrschalter eingebaut. Die Fahrzeugbezeichnung stand dabei für „Gelenk-Triebwagen mit 6 Achsen und direkt gesteuertem Schaltwerk“. Die Fahrzeuge waren mit einem Scherenstromabnehmer ausgestattet. Gebremst werden konnten die Fahrzeuge mit der Widerstands-, Druckluft-Federspeicher- und Magnetschienenbremse.

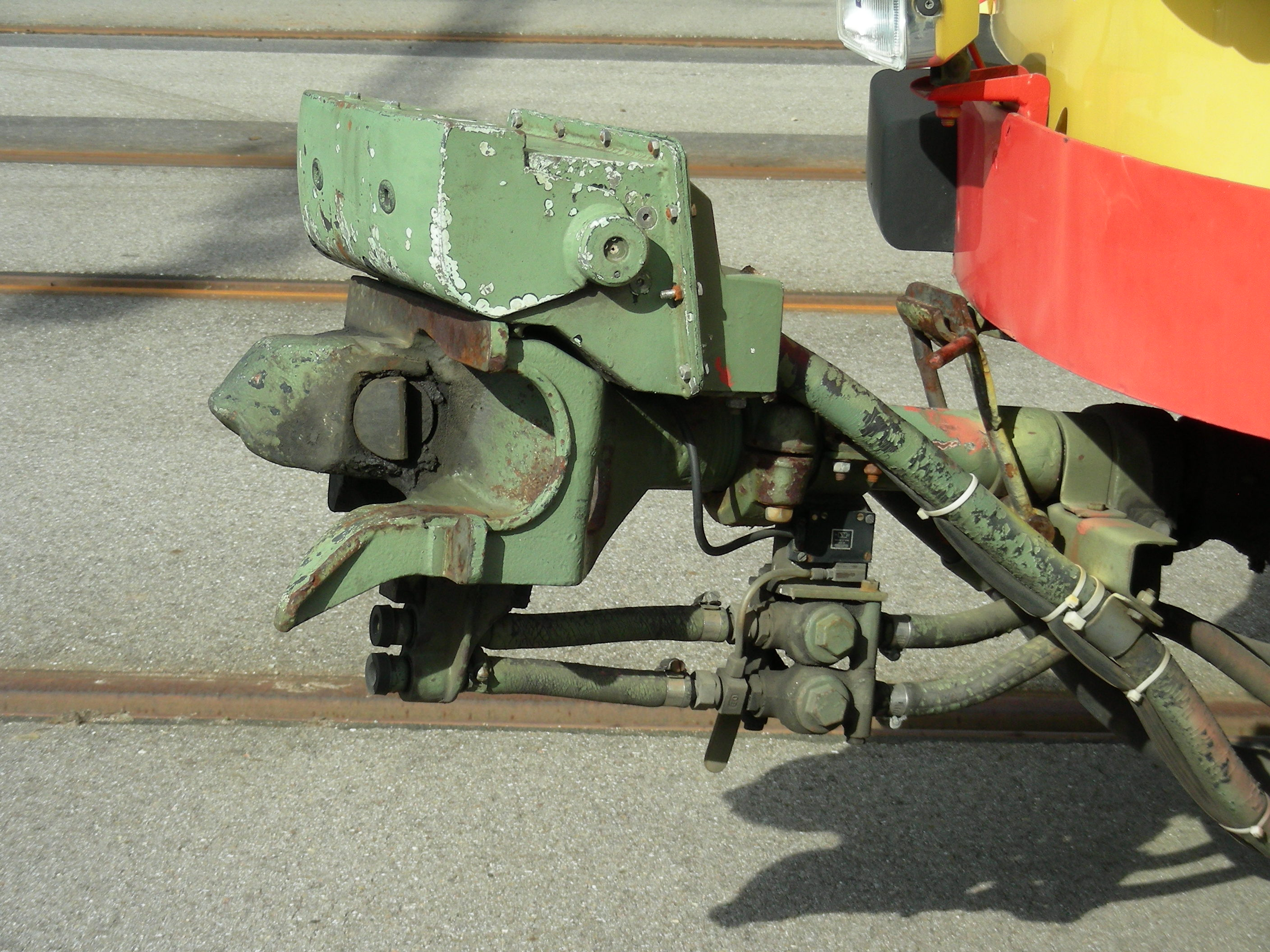
Eine BSI-Kompaktkupplung an einem GT6-D

Die Fahrzeuge besaßen bis Anfang der 1970er Jahre BSI-Kompaktkupplungen zur Mitnahme von Beiwagen, danach nur noch Kupplungsstummel, auf die eine Notkupplung aufgesetzt werden konnte. Einige Fahrzeuge wurden in den 1980er Jahren wieder mit BSI-Kompaktkupplungen für den Doppeltraktionsbetrieb mit GT8-EP ausgestattet.

### Innenraum
Der Innenraum war auf eine lange Lebensdauer ausgelegt. Die Wagen hatten eine einfache 2+1-Reihenbestuhlung mit Stahlrohrstühlen und Durofol-Pressholz-Sitzflächen und -Rückenlehnen. Der Fahrerplatz im Bug des Fahrzeugs war nicht vom Fahrgastraum getrennt, lediglich ein Vorhang als Sicht- und Blendschutz war vorhanden. Im Heck befand sich ein Rangierfahrschalter. Vor der Doppeltür im Heck befand sich bis Ende der 1960er Jahre ein Schaffnersitz für das Fahrgastflussverfahren. Nach Einführung des Einmannbetriebs wurde diese in den Jahren 1967 und 1968 von der Waggonfabrik Rastatt entfernt und durch einen Schaltschrank ersetzt. Für den Einmannbetrieb wurden Fahrscheinentwerter in der Nähe der Türen eingebaut und die Fahrzeuge mit roten Aufklebern mit einem weißen S als schaffnerloses Fahrzeug gekennzeichnet. Zur Fahrgastinformation dienten Liniennummernkästen am Bug und Heck der Fahrzeuge, eine Zielfilmanzeige am Bug sowie vier Seitenschilderkästen. An den Seitenschilderkästen wurde innen für die Fahrgäste der Linienverlauf, das Ziel und die Linie angezeigt.

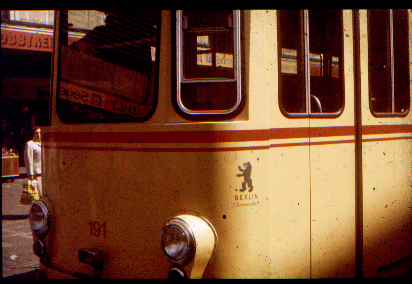
Typisch für den hier behandelten Wagentyp waren die Berliner Wappen und Bezirksnamen als Hinweis auf den Produktionsstandort der Wagen

### Farbgebung
Die Fahrzeuge waren bereits bei Anlieferung in den Karlsruher Stadtfarben hellgelb mit umlaufender breitem roten Zierstreifen unterhalb der Fenster lackiert, unter der sich eine Zierleiste aus verchromten Aluminium befand. Am Bug war die Unterkante des Wagenkastens ebenfalls mit einer verchromten Aluminiumleiste verziert. Dieser Anstrich wurde in den 1970er Jahren leicht verändert, indem die verchromten Zierleisten durch eine zweite, dünne rote Zierlinie ersetzt und die Schürze des Wagenkastens ebenfalls rot lackiert wurde. Die Aluminiumzierleisten entfielen und wurden durch stählerne Stoßfänger ersetzt, die zunächst in gelb, später in rot gehalten waren.
Als Zeichen der Verbundenheit mit der damals geteilten Stadt Berlin, zugleich Ort der Herstellung der Fahrzeuge, wurde jeder Wagen auf einen Berliner Stadtteil getauft. Äußerlich wurde dies deutlich durch den Berliner Bären und den Namen des Stadtteils, die vorn rechts und hinten rechts am Wagenkasten angebracht waren.
Die Wagen trugen Namen von folgenden Bezirken oder Ortsteilen:
| Nummer | Bezirks- oder Ortsteilname         | Sektor       |
| ------ | ---------------------------------- | ------------ |
| 147    | Niederschöneweide (Treptow)        | sowjetisch   |
| 148    | Adlershof (Treptow)                | sowjetisch   |
| 149    | Altglienicke (Treptow)             | sowjetisch   |
| 150    | Bohnsdorf (Köpenick)               | sowjetisch   |
| 151    | Schmöckwitz (Köpenick)             | sowjetisch   |
| 152    | Müggelheim (Köpenick)              | sowjetisch   |
| 153    | Rahnsdorf (Köpenick)               | sowjetisch   |
| 154    | Friedrichshagen (Köpenick)         | sowjetisch   |
| 155    | Oberschöneweide (Treptow)          | sowjetisch   |
| 156    | Friedrichsfelde (Lichtenberg)      | sowjetisch   |
| 157    | Schöneberg                         | amerikanisch |
| 158    | Tiergarten                         | britisch     |
| 159    | Wedding                            | französisch  |
| 160    | Kreuzberg                          | amerikanisch |
| 161    | Charlottenburg                     | britisch     |
| 162    | Spandau                            | britisch     |
| 163    | Wilmersdorf                        | britisch     |
| 164    | Steglitz                           | amerikanisch |
| 165    | Tempelhof                          | amerikanisch |
| 166    | Neukölln                           | amerikanisch |
| 167    | Reinickendorf                      | französisch  |
| 168    | Zehlendorf                         | amerikanisch |
| 169    | Mitte                              | sowjetisch   |
| 170    | Treptow                            | sowjetisch   |
| 171    | Prenzlauer Berg                    | sowjetisch   |
| 172    | Friedrichshain                     | sowjetisch   |
| 173    | Köpenick                           | sowjetisch   |
| 174    | Lichtenberg                        | sowjetisch   |
| 175    | Weißensee                          | sowjetisch   |
| 176    | Pankow                             | sowjetisch   |
| 189    | Staaken (Spandau)                  | britisch     |
| 190    | Haselhorst (Spandau)               | britisch     |
| 191    | Siemensstadt (Spandau)             | britisch     |
| 192    | Gatow (Spandau)                    | britisch     |
| 193    | Kladow (Spandau)                   | britisch     |
| 194    | Schmargendorf (Wilmersdorf)        | britisch     |
| 195    | Lichterfelde (Steglitz)            | amerikanisch |
| 196    | Lankwitz (Steglitz)                | amerikanisch |
| 197    | Mariendorf (Tempelhof)             | amerikanisch |
| 198    | Marienfelde (Tempelhof)            | amerikanisch |
| 199    | Lichtenrade (Tempelhof)            | amerikanisch |
| 200    | Pichelsdrof (Spandau)              | britisch     |
| 201    | Moabit (Tiergarten)                | britisch     |
| 202    | Halensee (Wilmersdorf)             | britisch     |
| 203    | Stralau (Friedrichshain)           | sowjetisch   |
| 204    | Eichkamp (Charlottenburg)          | britisch     |
| 205    | Ruhleben (Charlottenburg)          | britisch     |
| 206    | Westend (Charlottenburg)           | britisch     |
| 207    | Hakenfelde (Spandau)               | britisch     |
| 208    | Friedenau (Schöneberg)             | amerikanisch |
| 209    | Grünau (Köpnick)                   | sowjetisch   |
| 210    | Karlshorst (Lichtenberg)           | sowjetisch   |
| 211    | Märkisches Viertel (Reinickendorf) | französisch  |
| 212    | Wilhelmsruh (Pankow)               | sowjetisch   |
| 213    | Schönholz (Pankow)                 | sowjetisch   |
| 214    | Steinstücken (Zehlendorf)          | amerikanisch |
| 215    | Tegel (Ort) (Reinickendorf)        | französisch  |

### Umbau zu GT8-D
Aufgrund gestiegener Fahrgastzahlen und somit gestiegenem Fahrzeugbedarf wurden einige Wagen einem umfangreichen Umbau unterzogen. Hierbei wurden die Wagen durch Einfügen eines weiteren Fahrzeugteils zu GT8-D verlängert. Folgende Wagen waren dadurch betroffen: 175 und 176 (1975), 174 (1991), 189–208 (1975), 209–215 (1980).

## Geschichte

### Beschaffung
Da die Gelenktriebwagen im Stadtverkehr üblicherweise als Solowagen im Einsatz waren, entschied man sich im Gegensatz zur elektropneumatischen Steuerung der ersten Lieferserie (GT6-EP) bei den folgenden Serien für ein robusteres direktgesteuertes Schaltwerk, das ab 1961 von der DWM (später Waggon-Union) in West-Berlin geliefert wurden. Die elektrische Ausrüstung lieferte BBC aus Mannheim. Gegenüber den zuvor beschafften Vierachser-Großraumzügen versprachen die Gelenktriebwagen eine Steigerung der Transportkapazität bei gleichzeitiger Einsparung eines Beiwagenschaffners. Ab 1975 wurde der Großteil der Fahrzeuge um ein Mittelteil zu achtachsigen Wagen verlängert. Die Fahrzeuge wurden in fünf Serien bis 1978 geliefert:
| Lieferserie | Wagen   | Baujahr   | Anzahl | Umbau zu GT8-D                                         |
| ----------- | ------- | --------- | ------ | ------------------------------------------------------ |
| 2           | 147–156 | 1961      | 10     |                                                        |
| 3           | 157–176 | 1963–1964 | 20     | 1975 (nur 175, 176), 1991 (174, mit Mittelteil ex 196) |
| 5           | 189–199 | 1969      | 11     | 1975                                                   |
| 6           | 200–208 | 1972      | 9      | 1975                                                   |
| 7           | 209–215 | 1978      | 7      | 1980                                                   |

### Einsatz
Die Fahrzeuge kamen zunächst auf der am stärksten belasteten Linie 1 (Durlach–Knielingen) zum Einsatz. Mit der Lieferung weiterer Fahrzeuge und der Ausstattung der Linienendpunkte mit Wendeschleifen wurde der Einsatz nach und nach auf alle Linien ausgedehnt. Wegen fehlender Zulassung nach der Eisenbahn-Bau- und Betriebsordnung konnten die Fahrzeuge im Gegensatz zu den Fahrzeugen der ersten Lieferserie nicht auf der Albtalbahn und der Hardtbahn eingesetzt werden. Daher beschränkte sich ihr Einsatz auf der Linie A auf den Abschnitt zwischen Rüppurr, der Karlsruher Innenstadt und der Nordweststadt. Nach Ausmusterung der letzten Vorkriegsfahrzeuge im Jahr 1972 teilten sich die VBK-Gelenktriebwagen das Karlsruher Schienennetz nur noch mit den GT6-EP der ersten Lieferserie, den längeren GT8-D, den Vierachserzügen T4 und T4-EP der 1950er Jahre sowie den Gelenktriebwagen der AVG.
Ab 1983 kamen die Wagen 165–173 teilweise in Doppeltraktion auf den Linien 1 (Durlach–Knielingen) und 2 (Durlach–Rheinstrandsiedlung) zum Einsatz. Auch gemischte Doppeltraktionen mit den ehemaligen Gelenktriebwagen der AVG aus den Fahrzeugserien 1–21 und 22–25 wurden gebildet. Diese Fahrzeuge konnten jedoch aufgrund technischer Unterschiede (direktgesteuerte Winkelfahrschalter statt elektropneumatischer Steuerung) nur als führende Fahrzeuge einer Doppeltraktion eingesetzt werden.
Mit der Anlieferung der Stadtbahnwagen der Bauart GT6-80C und GT8-80C wurden die Gelenktriebwagen ab 1983 zunächst von der Linie A, ab 1987 auch von der Linie 2 verdrängt. Nach Lieferung der Niederflurwagen vom Typ GT6-70D/N und GT8-70D/N ab 1995 verkleinerte sich der Einsatzbereich der Gelenktriebwagen weiter, ehe sie Anfang der 2000er komplett ausgemustert wurden.

### Umbauten
- 147–176 – Stoßbügel an Front und Heck montiert
- 147–176 – Entfernung der Kupplungen
- 147–176 – Umbau auf Einmannbetrieb durch die Waggonfabrik Rastatt (1967/68)
- 175–176 – Umbau zu GT8-D durch Einfügen eines Mittelteils (1975)
- 174 – Umbau zu GT8-D durch Einfügen des Mittelteils von Wagen 201; Umbenennung in 201 (1975)
- 189–208 – Umbau zu GT8-D durch Einfügen eines Mittelteils (1975)
- 209–215 – Umbau zu GT8-D durch Einfügen eines Mittelteils (1980)

### Ausmusterungen und Verbleib
Abgesehen vom unfallbedingten Ausscheiden des Wagens 154 im Jahr 1967 begann die Ausmusterung der Serie im Jahr 1986 und endete im Jahr 2000 mit der Abgabe der letzten Fahrzeuge nach Timișoara.

#### Karlsruhe
Einige Wagen wurden bereits in den 1980er Jahren zu Sonderwagen umgebaut. So entstand aus den Vorderteilen der Wagen 158 und 164 ein sechsachsiges Zweirichtungsfahrzeug, das mit Einrichtungen zum Schienenschleifen ausgestattet wurde und regelmäßig als Schleifwagen eingesetzt wird. Aus Triebwagen 155 entstand 1990 ein Fahrradtransportwagen, der bis zu seiner Ausmusterung im Jahr 2005 zusammen mit einem Stadtbahnwagen als Fahrradexpress auf der Albtalbahn im Einsatz war. Das Vorderteil (A-Teil) von Triebwagen 151 wurde zu einem vierachsigen Batteriebeiwagen umgebaut, um für eine Erweiterung der Stadtbahn Karlsruhe die Möglichkeit einer fahrdrahtunabhängigen Betriebsführung auf Eisenbahnstrecken zu untersuchen. Probefahrten dafür wurden ab dem Jahr 1987 durchgeführt. Diese wurden aber im Jahr 1990 zugunsten der Zweisystemtechnik aufgegeben und das Fahrzeug wurde 1991 verschrottet. Triebwagen 167 ist bis heute als Museumswagen im Zustand der 1980er Jahre erhalten.
Folgende Wagen wurden verschrottet: 147 und 148 (1993), 149 und 150 (1996), 154 (1967), 156 (1990), 158 B-Teil (1991), 159 (1993), 161 (2000), 162 (1992), 164 B-Teil (1991), 165 (1992), 173 (1988).

#### Timișoara

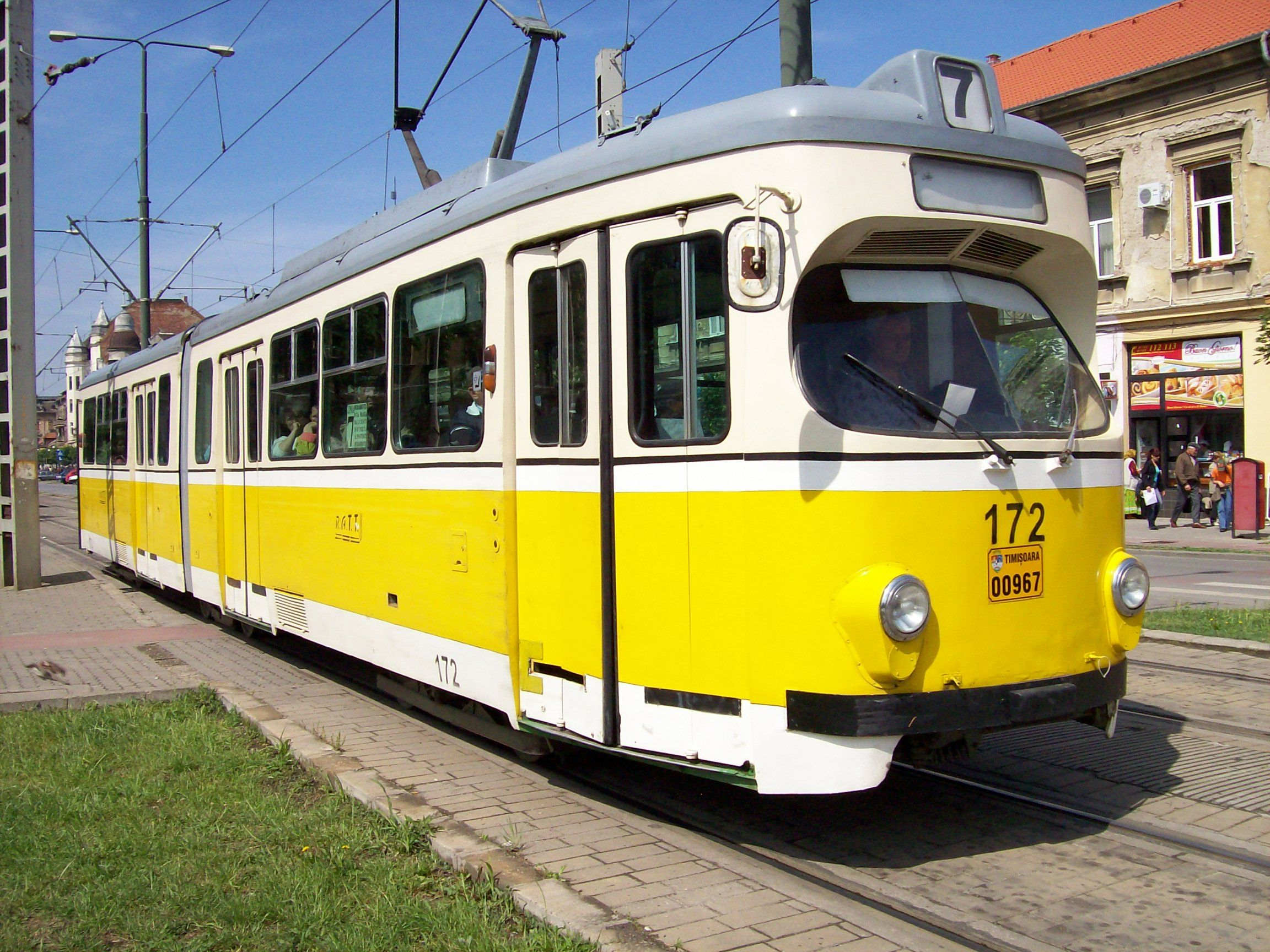
Wagen 172 in Timișoara, 2007

Insgesamt zehn Wagen wurden wie folgt nach Rumänien abgegeben, wo sie von der dortigen Verkehrsgesellschaft Societatea de Transport Public Timișoara zum Teil noch bis 2017 verwendet wurden:
- 152: 1995 nach Timișoara, 2002 ausgemustert
- 153: 1995 nach Timișoara, 2005 ausgemustert
- 160: 2000 nach Timișoara, 2009 ausgemustert
- 163: 2000 nach Timișoara, 2011 abgestellt, mittlerweile ausgemustert
- 166: 2000 nach Timișoara, mittlerweile ausgemustert
- 168: 2000 nach Timișoara, mittlerweile ausgemustert
- 169: 2000 nach Timișoara, 2002 ausgemustert
- 170: 2000 nach Timișoara, mittlerweile ausgemustert
- 171: 2000 nach Timișoara, mittlerweile ausgemustert
- 172: 2000 nach Timișoara, mittlerweile ausgemustert

## Galerie

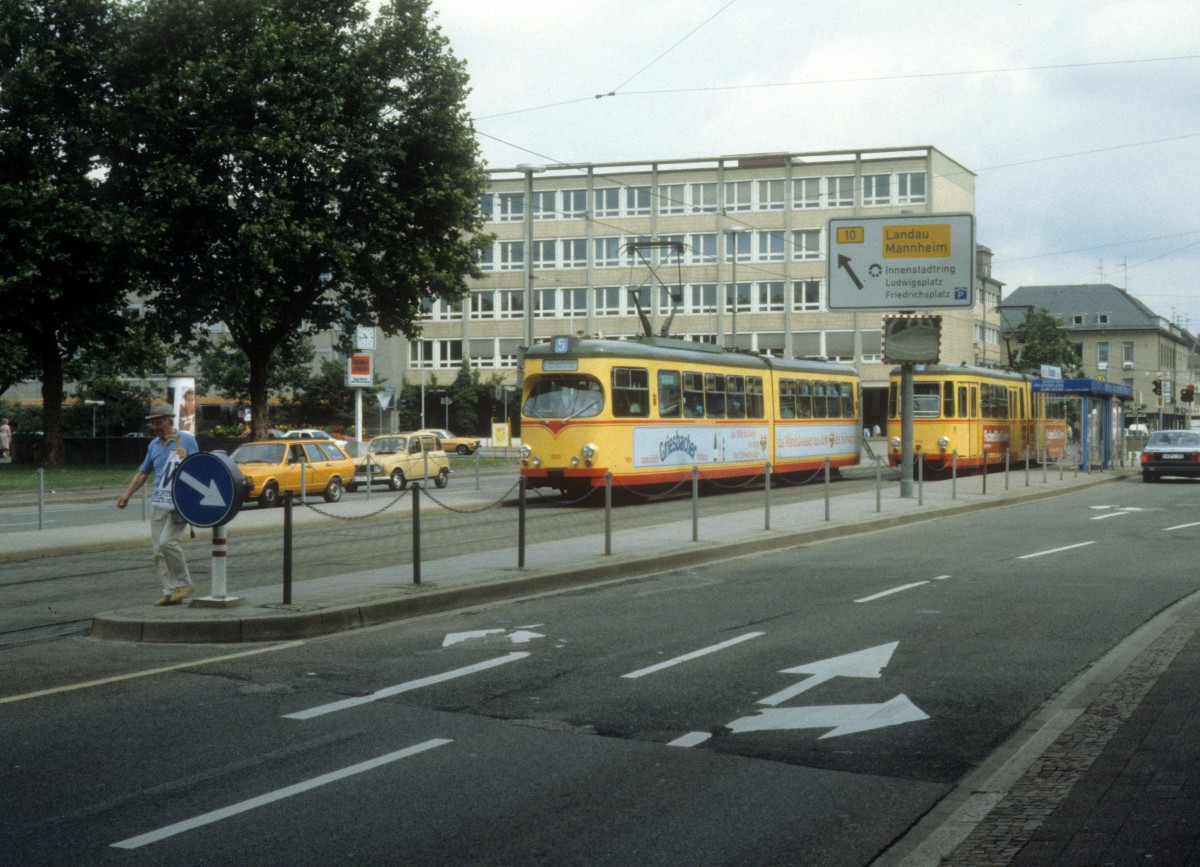
Zwei GT6-D am Ettlinger Tor, 1988
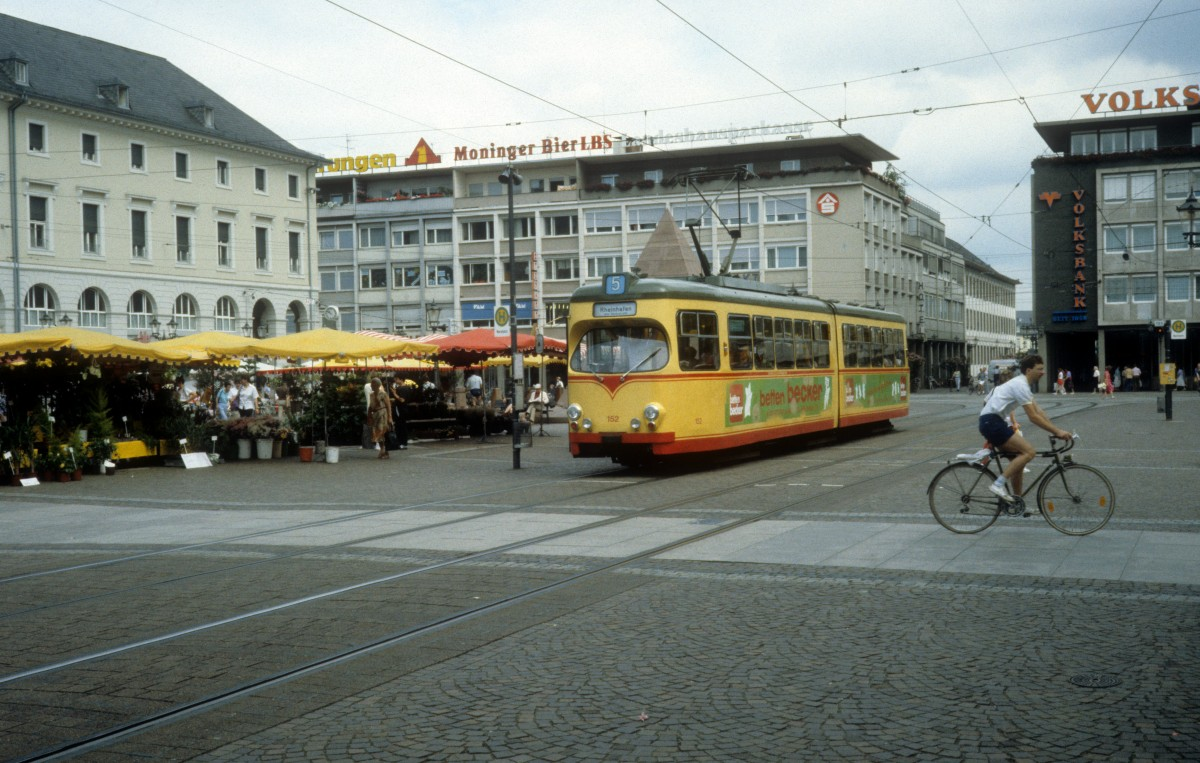
GT6-D am Marktplatz, 1988
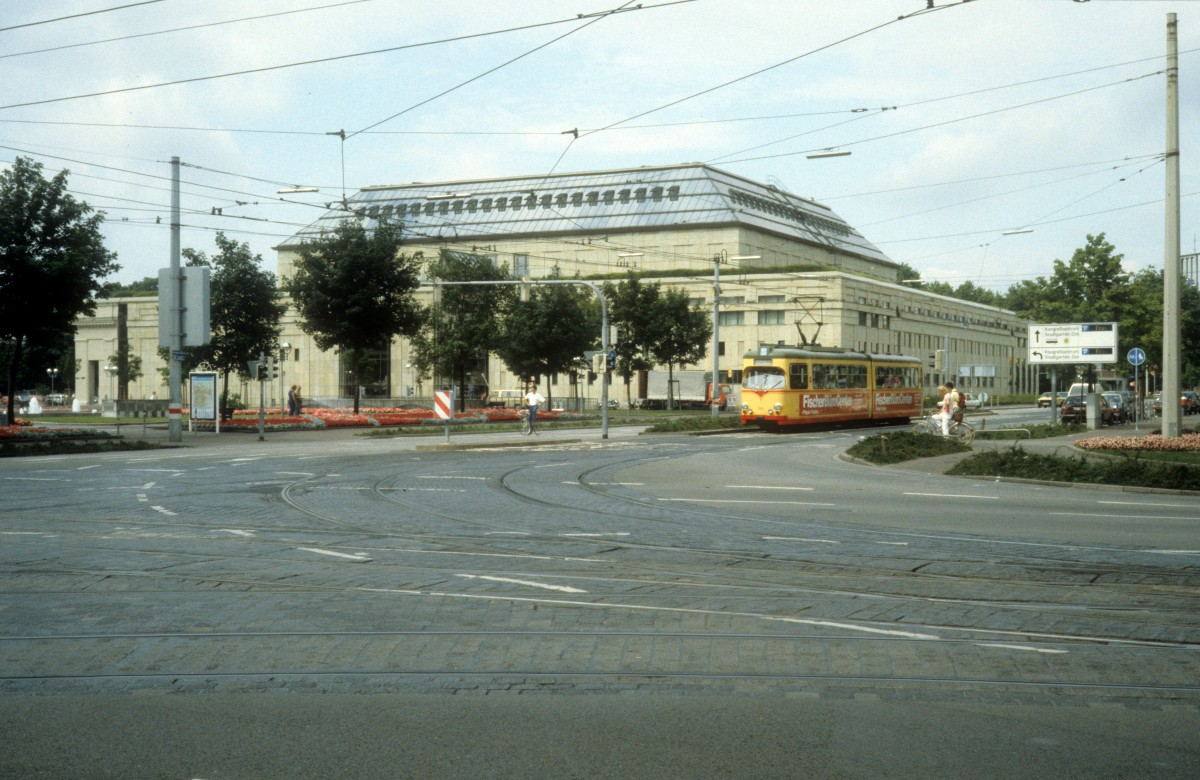
GT6-D an der Stadthalle, 1988